# Nechvalín
Nechvalín är en ort i Tjeckien.   Den ligger i regionen Södra Mähren, i den sydöstra delen av landet, 220 km sydost om huvudstaden Prag. Nechvalín ligger 264 meter över havet och antalet invånare är 326.
Terrängen runt Nechvalín är platt åt sydväst, men åt nordost är den kuperad. Terrängen runt Nechvalín sluttar söderut. Runt Nechvalín är det ganska tätbefolkat, med 192 invånare per kvadratkilometer. Närmaste större samhälle är Kyjov, 5,8 km sydost om Nechvalín. I omgivningarna runt Nechvalín växer i huvudsak blandskog.